# Macskacápa

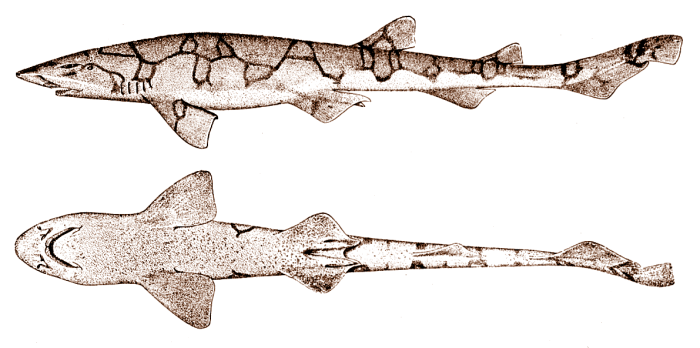

A macskacápa (Scyliorhinus retifer) a porcos halak (Chondrichthyes) osztályába, kékcápaalakúak (Carcharhiniformes) rendjébe és a macskacápafélék (Scyliorhinidae) családjába tartozó faj.
A rendre általánosan jellemző, hogy mindig 5 pár oldalsó elhelyezkedésű kopoltyúrésük van, amely szabadon nyílik. Mellúszóik a kopoltyúrések sora után következnek. Hátúszójukban nincs tüske. Farokalatti (anális) úszójuk megtalálható. Szemüket harmadik szemhéj, átlátszó pislogóhártya is védi a sérülésektől.

## Előfordulása
A mérsékelt és szubtrópusi tengerek lakója, leginkább Ausztrália északi partjainál, valamint a Csendes-óceán nyugati és déli részén él. Barlangokban és kisebb sziklabevágásokban található, de szeret a homokos fenékrészen is megpihenni.

## Megjelenése
Átlagos testhossza 1,8 méter. Két hátul elhelyezett hátúszóval, jól fejlett alsóúszóval, megnyúlt, de nem villás, hanem csapottvégű kormányúszóval, fecskendőrésekkel, öt kopoltyúréssel, amelyek közül a legutolsó a mellúszók széles töve fölött van elhelyezve és rövid csapott pofával. A száj közelében, a szájig futó barázdában helyezkednek el az egy, vagy két bőrlebennyel lezárható orrnyílások. Fogaik háromszögletesek, csúcsaik hegyesek, oldalt pedig fűrészesek.

## Életmódja
A tengerfenéken vadászik kisebb halakra és rákokra.